# Nublo
Nublo este o arie protejată (arie specială de conservare — SAC, sit de importanță comunitară — SCI) din Spania întinsă pe o suprafață de 7.107,5 ha, integral pe uscat.

## Localizare
Centrul sitului Nublo este situat la coordonatele 27°53′37″N 15°46′26″W / 27.8937°N 15.774°V.

## Înființare
Situl Nublo a fost declarat sit de importanță comunitară în octombrie 1999 pentru a proteja un număr necunoscut de specii din flora spontană și fauna sălbatică aflate în arealul zonei. Situl a fost protejat și ca arie specială de conservare în ianuarie 2010.

## Biodiversitate
Situată în ecoregiunea , aria protejată conține 4 habitate naturale: Pante stâncoase silicioase cu vegetație casmofită, Păduri de Olea și Ceratonia, Plantații de palmieri Phoenix, Tufărișuri termo-mediteraneene și de pre-deșert.
La baza desemnării sitului se află un număr nedeclarat de specii protejate.